# Hans Otto Becker
Hans Otto K. G. Becker, auch Hans Becker, (* 28. Dezember 1877 in Darmstadt; † 2. Dezember 1957 in Mannheim) war ein deutscher Jurist und Autor.

## Leben
Er war der Sohn des Chefredakteurs der Darmstädter Zeitung und Hofrats Karl Georg Becker und dessen Ehefrau Caroline geborene Müller. Nach dem Besuch des Gymnasiums studierte er Rechts- und Staatswissenschaften an der Universität Gießen. 1899 wurde er Referendar in Darmstadt, 1902 Assessor am Land-, Amts- und Oberlandesgericht. 1907 erfolgte seine Ernennung zum Amtsanwalt in Fürth im Odenwald.
Im Jahre 1913 wurde Hans Becker zum Hilfsrichter in Lich ernannt und ein Jahr später zum Amtsrichter in Gießen. 1915 wechselte er als großherzoglicher Amtsrichter und Amtsgerichtsrat nach Dieburg. 1917 wurde er Richter in Dieburg und war im Albinischen Schloss tätig. In seiner Freizeit widmete er sich der Schriftstellerei. Er hatte sich auf Kunstgeschichte und Tourismus spezialisiert. Nach der „Machtergreifung“ der Nationalsozialisten wurde er in Dieburg aus seinem Amt verdrängt.
Hans Becker war Mitglied des Odenwaldklubs und des Allgemeinen Schriftstellerverbandes.

## Schriften (Auswahl)
- Spielschulden (= Bagel's Haus- und Reise-Bibliothek, 7087), Mülheim a. d. Ruhr, Bagel, [1913].
- Gerechtigkeit! Roman, Leipzig, 1914.
- Glatteis. Roman, Leipzig, [1919].
- Irrwege der Liebe. Roman, Leipzig, [1919].
- Das Ende vom Lied. Roman einer Jugendliebe, Leipzig, [1919].
- In die Sommerfrische! Schwank aus dem Odenwald in zwei Akten, Erbach, 1922.
- Sportsopfer. Schwank in zwei Akten, Stuttgart, 1926.
- Kreis Dieburg (= Heimatkunde vom Volksstaat Hessen, Neuausgabe Nr. 3), Gießen: E. Roth, [1930].
- Die Schwurgenossen. Erzählung aus der Zeit Philipps des Großmütigen, Gießen o. J.
- (Hrsg.): Hessischer Landkalender, Darmstadt.
- Der Odenwaldklub Dieburg von 1882-1928, Dieburg, 1928.
- Die Zähmung der Widerspenstigen. Lustspiel in zwei Akten, Bonn a. Rh., [1930].

## Familie
Hans Becker war seit dem 25. Dezember 1904 mit Illa, der Tochter des Telegrafensekretärs Georg Meyer, verheiratet. Aus der Ehe ging der gleichnamige Sohn Hans (* 1905) hervor.